# Trần Quốc Chiêm
Quốc Chiêm tên đầy đủ là Trần Quốc Chiêm, giảng viên, diễn viên Chèo, Chủ tịch Hội Liên hiệp Văn học Nghệ thuật Hà Nội nhiệm kỳ XII và XIII. Năm 2016, ông được phong tặng danh hiệu Nghệ sĩ Nhân dân. Ông nổi tiếng khi hóa thân các vua chúa, hoàng tử và từng được mệnh danh "Hoàng tử của 3 nước Đông Dương”.

## Tiểu sử
Quốc Chiêm sinh 1958, tại Thái Bình. Năm 1975, rong một dịp tình cờ đọc được thông báo tuyển sinh của Đoàn Chèo Hà Nội, ông và năm người bạn quyết định dự thi vào trường Trung cấp Nghệ thuật Sân khấu Việt Nam, nhưng chỉ có mình ông thi đỗ; theo lời dặn của bố, ông quyết tâm sau này phải được đóng vai chính.

## Sự nghiệp
Năm 1979, ông tốt nghiệp về đầu quân cho nhà hát Chèo Hà Nội, nhưng phải một thời gian ông mới có vai chính "Lâm xà-lan" trong vở "Người con gái trở về" của tác giả Lưu Quang Vũ, đạo diễn Doãn Hoàng Giang chỉ đạo. Qua vai diễn này, ông nhanh chóng có được tên tuổi và đạt đến đỉnh cao từ năm 1983, với vai hoàng tử Pơ-liêm trong vở Nàng Sita cùng với nghệ sĩ Lâm Bằng trong Sita. Từ năm 2002, ông tốt nghiệp khoa Đạo diễn và làm giảng viên thỉnh giảng tại Đại học Sân khấu - Điện ảnh Hà Nội. Năm 2006, ông rời Nhà hát để làm Phó Giám đôc Sở Văn hóa - Thể thao và Du lịch Hà Nội, ông giữ chức vụ này đến 2018. Trong sự nghiệp của mình ông đã dành 5 huy chương vàng và 3 huy chương bạc trong các hội diễn.
Cuối năm 2012, Nhà hát Chèo Hà Nội diễn lại 6 vở kinh điển trong đó có Nàng Sita với diễn xuất của Quốc Chiêm, Lâm Bằng; vở diễn thu hút số lượng khán giả đông đảo và luôn trong tình trạng "cháy vé".
Ông được phong tặng danh hiệu Nghệ sĩ Nhân dân năm 2015. Từ năm 2016, ông giữ chức vụ Chủ tịch Hội Liên hiệp Văn học Nghệ thuật Hà Nội nhiệm kỳ 12 và 13.

## Đời tư
Năm 1983, Quốc Chiêm kết hôn với nghệ sĩ Hồng Minh và có một cô con gái Sao Chi, sinh năm 1984. Sau này ông kết hôn lần hai với họa sĩ Dương Phương Nga, người kém ông 15 tuổi, làm việc tại Công ty Mỹ thuật Trung ương, họ có một con gái sinh năm 2007.

## Vở diễn nổi bật

### Phim
- 2018: Họ Lý tên thông (Nhà vua) - Đạo diễn: Phạm Đông Hồng.

### Chèo / Kịch
- Hoàng tử Pơ Liêm ...... vở Nàng Si Ta

- Hoàng tử Pônu-vông ...... vở Mối tình Đuông-Nali

- Hoàng tử ...... vở Tấm Cám

- Vua Lý Thánh Tông ...... vở Lý Thường Kiệt

- Vua Lý Công Uẩn ...... vở kịch Lý Công Uẩn

- Người con gái trở về

- Biển khổ

- Ngọc Hân công chúa